# Ezzel Dine Zulficar
Ezzel Dine Zulficar (àrab: عز الدين ذو الفقار, ʿIzz ad-Dīn Ḏū l-Fiqār) (el Caire, 28 d'octubre de 1919 – 1 de juliol de 1963) va ser un guionista, productor, actor i director de cinema egipci.

## Carrera
De nen, Zulficar era un prodigi. Va rebre una beca i va estudiar astronomia. Li agradava llegir, que és el que el va ajudar a triomfar. Es va graduar a la facultat militar i més tard arribà al grau de tinent. Tot i que li va anar bé en la seva carrera militar, va decidir començar a dirigir. Va ser influenciat pel seu germà, que era guionista. Va començar com a assistent del director Mohamed Abdel Jawad, però el 1947 va dirigir la seva primera pel·lícula, Assir adh-Dhalam (أسير الظلام, Presoner de la foscor). Una de les seves pel·lícules més reeixides com a director va ser Rudda qalbí (رُدّ قلبي, Retorna el meu cor) que va estar en cartellera durant sis setmanes als cinemes del Caire.
El 1947, Zulficar va iniciar una companyia de producció amb la llegendària actriu egípcia Faten Hamama, qui aleshores era la seva esposa. També va actuar a Khulud (خُلود, Immortalitat) amb Hamama. Com a escriptor va tenir força èxit. Va escriure guions i històries per a gairebé 30 pel·lícules. El seu darrer treball va ser la direcció i el guió de la pel·lícula Màwid fi-l-burj (موعد في البُرج, Trobada a la Torre, 1963).

## Vida personal
Zulficar va conèixer Faten Hamama mentre dirigia la pel·lícula Abu Zayd al-Hilali el 1947. Es van casar poc després i van tenir una filla, Nadia Zulficar. El matrimoni només duraria set anys, ja que la parella es divorcià el 1954.

## Filmografia

### Director
| Any  | Títol                               |
| ---- | ----------------------------------- |
| 1947 | أسير الظلام, Assir adh-Dhalam       |
| 1947 | أبو زيد الهلالي, Abu-Zayd al-Hilalí |
| 1948 | الكل يغني, Al-kul·l yughanní        |
| 1948 | خلود, Khulud                        |
| 1949 | صاحبة الملاليم, Sàhibat al-malalim  |
| 1949 | اجازة في جهنم, Ajaza fi-Jahànam     |
| 1951 | خدعني أبي, Khada-ní abí             |
| 1951 | أنا الماضي, Anà al-madi             |
| 1952 | اسألوا قلبي, Issalú qalbí           |
| 1953 | شك القاتل, Xak al-qàtil             |
| 1953 | قطار الليل, Qitar al-layl           |
| 1954 | وفاء, Wafà                          |
| 1954 | رقصة الوداع, Ràqsat al-wadà         |
| 1954 | موعد مع الحياة, Màwid ma al-hayat   |
| 1954 | ابن الحارة, Ibn al-hara             |
| 1954 | أقوى من الحب, Aqwa min al-hubb      |
| 1955 | موعد مع السعادة, Màwid ma as-saada  |
| 1955 | اني راحلة, Inní ràhila              |
| 1955 | أغلى من عينايا, Aghla mon aynaya    |
| 1956 | شاطئ الذكريات, Xati adh-dhikrayat   |
| 1956 | الغائبة, Al-ghàïba                  |
| 1957 | بورسعيد, Bur Saïd                   |
| 1957 | هارب من الحب, Hàrib min al-hubb     |
| 1957 | عيون ساهرة, Uyun sàhira             |
| 1958 | طريق الأمل, Tariq al-àmal           |
| 1958 | رُد قلبي, Rudda qalbí                |
| 1958 | امرأة في الطريق, Ímraa fi-t-tariq   |
| 1958 | قلبي و أنا, Qalbí wa-anà            |
| 1959 | طريق الحب, Tariq al-hubb            |
| 1959 | بين الأطلال, Bayn al-atlal          |
| 1960 | الرجل الثاني, Ar-ràjul ath-thaní    |
| 1960 | البنات و الصيف, Al-banat wa-s-sayf  |
| 1961 | نهر الحب, Nahr al-hubb              |
| 1962 | الشموع السوداء, Aix-xumú as-sawdà   |
| 1963 | موعد في البرج, Màwid fi-l-burj      |

### Guionista
| Any  | Títol                                |
| ---- | ------------------------------------ |
| 1947 | أسير الظلام, Assir adh-Dhalam        |
| 1947 | أبو زيد الهلالي, Abu-Zayd al-Hilalí  |
| 1948 | الكل يغني, Al-kul·l yughanni         |
| 1948 | خلود, Khulud                         |
| 1949 | صاحبة الملاليم, Sàhibat al-malalim   |
| 1951 | أنا الماضي, Anà al-madi              |
| 1952 | اسألوا قلبي, Issalú qalbí            |
| 1953 | قطار الليل, Qitar al-layl            |
| 1954 | رقصة الوداع, Ràqsat al-wadà          |
| 1954 | موعد مع الحياة, Màwid ma al-hayat    |
| 1954 | ابن الحارة, Ibn al-hara              |
| 1954 | أقوى من الحب, Aqwa min al-hubb       |
| 1955 | موعد مع السعادة, Màwid ma as-saada   |
| 1955 | اني راحلة, Inní ràhila               |
| 1955 | أغلى من عينايا, Aghla min aynaya     |
| 1956 | شاطئ الذكريات, Xati adh-dhikrayat    |
| 1956 | الغائبة, Al-ghàïba                   |
| 1957 | بورسعيد, Bur Saïd                    |
| 1957 | هارب من الحب, Hàrib min al-hubb      |
| 1957 | عيون ساهرة, Uyun sàhira              |
| 1958 | طريق الأمل, Tariq al-àmal            |
| 1958 | رُد قلبي, Rudda qalbí                 |
| 1958 | امرأة في الطريق, Ímraa fi-t-tariq    |
| 1959 | بين الأطلال, Bayn al-atlal           |
| 1960 | الرجل الثاني, Ar-ràjul ath-thaní     |
| 1961 | نهر الحب, Nahr al-hubb               |
| 1963 | ناصر صلاح الدين, Nàssir Salah-ad-Din |
| 1963 | موعد في البرج, Màwid al-burj         |

### Productor
| Any  | Títol                             |
| ---- | --------------------------------- |
| 1947 | أسير الظلام, Assir adh-Dhalam     |
| 1959 | بين الأطلال, Bayn al-atlal        |
| 1960 | الرجل الثاني, Ar-ràjul ath-thani  |
| 1962 | الشموع السوداء, Aix-xumú as-sawdà |

### Actor
| Any  | Títol        | Paper  |
| ---- | ------------ | ------ |
| 1948 | خلود, Khulud | Mahmud |